# Ljudi na mostu
Ljudi na mostu (russisk: Люди на мосту) er en sovjetisk spillefilm fra 1959 af Aleksandr Sarkhi.

## Medvirkende
- Vasilij Merkurjev som Ivan Bulygin
- Natalja Medvedeva som Anna Semjonovna
- Aleksandra Zavjalova som Lena
- Oleg Tabakov som Viktor Bulygin
- Ljudmila Kasjanova som Olja